# Sub Urban
 (mai 2022).
La mise en forme du texte ne suit pas les recommandations de Wikipédia : il faut le « wikifier ».
Les points d'amélioration suivants sont les cas les plus fréquents :
- Les titres sont pré-formatés par le logiciel. Ils ne sont ni en capitales, ni en gras.
- Le texte ne doit pas être écrit en capitales (les noms de famille non plus), ni en gras, ni en italique, ni en « petit »…
- Le gras n'est utilisé que pour surligner le titre de l'article dans l'introduction, une seule fois.
- L'italique est rarement utilisé : mots en langue étrangère, titres d'œuvres, noms de bateaux, etc.
- Les citations ne sont pas en italique mais en corps de texte normal. Elles sont entourées par des guillemets français : « et ».
- Les listes à puces sont à éviter, des paragraphes rédigés étant largement préférés. Les tableaux sont à réserver à la présentation de données structurées (résultats, etc.).
- Les appels de note de bas de page (petits chiffres en exposant, introduits par l'outil «  Source ») sont à placer entre la fin de phrase et le point final[comme ça].
- Les liens internes (vers d'autres articles de Wikipédia) sont à choisir avec parcimonie. Créez des liens vers des articles approfondissant le sujet. Les termes génériques sans rapport avec le sujet sont à éviter, ainsi que les répétitions de liens vers un même terme.
- Les liens externes sont à placer uniquement dans une section « Liens externes », à la fin de l'article. Ces liens sont à choisir avec parcimonie suivant les règles définies. Si un lien sert de source à l'article, son insertion dans le texte est à faire par les notes de bas de page.
- La présentation des références doit suivre les conventions bibliographiques. Il est recommandé d'utiliser les modèles {{Ouvrage}}, {{Chapitre}}, {{Article}}, {{Lien web}} et/ou {{Bibliographie}}. Le mode d'édition visuel peut mettre en forme automatiquement les références.
- Insérer une infobox (cadre d'informations à droite) n'est pas obligatoire pour parachever la mise en page.

Pour une aide détaillée, merci de consulter Aide:Wikification.
Si vous pensez que ces points ont été résolus, vous pouvez retirer ce bandeau et améliorer la mise en forme d'un autre article.
Daniel Virgil Maisonneuve est né le 22 octobre 1999, connu sous le pseudonyme de Sub Urban, est un chanteur, producteur et auteur-compositeur américain. Il est devenu célèbre pour son titre Cradles,.

## Biographie
Daniel Virgil Maisonneuve est né le 22 octobre 1999 à Nyack dans l'état de New York, d'un père canadien et d'une mère taïwanaise. Alors qu'il a grandi dans la banlieue de Ridgewood dans le New Jersey, il a commencé à produire de la musique dès l'âge de 15 ans. Il a eu une formation au piano classique à l'âge de 6 ans, mais a arrêté après avoir affirmé qu'il en avait "marre de jouer les compositions des autres". À l'automne 2016, Daniel Virgil Maisonneuve a abandonné l'école secondaire pour poursuivre sa carrière musicale, s'«isolant» pour travailler sur diverses démos et chansons. Sa chanson la plus populaire à sortir de cette période d'auto-isolement était "Cradles", qui a explosé en popularité après avoir été largement partagée sur l'application de partage de vidéos TikTok.
En 2014 et 2018, Maisonneuve a fréquemment collaboré avec le producteur britannique DNMO sur des morceaux tels que "Sick of You" et "Broken". Daniel Virgil Maisonneuve déclare que "la majeure partie de son inspiration provient d'artistes tels que K. Flay, EDEN, Aries, verzache, Joji, Cage the Elephant et NoMBe",,..
Le 13 mars 2020, il sort son premier EP, intitulé Thrill Seeker, avec participation de l'artiste hip-hop sud-coréen, REI AMI, avec la chanson "Freak", la musique est accompagnée d'un clip officiel.
Maisonneuve et l'auteur-compositeur-interprète néerlandais Naaz devaient ouvrir le "K-12 Tour" en Amérique du Nord et en Europe. Cependant la tournée a été reportée, puis annulée, en raison de la pandémie de coronavirus 2019-22.

## Discographie

### Album
- 2022 : Hive

### EP
- 2020 : Thrill Seeker

### Singles
- 2017 : Broken
- 2019 : Sick of You
- 2019 : Cradles
- 2019 : Isolate
- 2020 : Freak
- 2021 : Patchwerk
- 2021 : Inferno
- 2021 : Paramour (featuring Aurora)
- 2022 : Uh Oh!
- 2022 : CANDYMAN

## Tournée

### Tête d'affiche
- Virgil's Mania Tour starring Sub Urban and Bella Poarch (2021)

### Supporting
- Melanie Martinez – K-12 Tour (2019–20)[9]